# Estación de Vilaseca
La estación de Vilaseca (según Adif y en catalán Estació de Vila-seca) es una estación ferroviaria situada en el municipio español homónimo, en la provincia de Tarragona, comunidad autónoma de Cataluña. Cuenta con servicios de media distancia y Cercanías.

## Situación ferroviaria
La estación se encuentra en el punto kilométrico 94,3 de la línea férrea de ancho ibérico que une Miraflores con Tarragona, entre las estaciones de Reus y de Tarragona, a 42 metros de altitud. También forma parte desde el año 2020 del Corredor Mediterráneo de mercancías Frontera Francesa - Mollet - Castellbisbal - Vilaseca - Castellón - Valencia. 

## Historia
El ferrocarril llegó pronto a Vilaseca ya que la línea Tarragona-Reus fue abierta al tráfico por la Compañía del Ferrocarril de Tarragona a Reus el 16 de septiembre de 1856 incluyendo una estación en Vilaseca y un apeadero en La Canonja como paradas intermedias. Sobre esa base se crearon dos compañías: la Compañía del Ferrocarril de Montblanch a Reus y la Compañía del Ferrocarril de Montblanch a Lérida, con un mismo objetivo, alcanzar Lérida. Ambas no tardaron en fusionarse en la Compañía del Ferrocarril de Lérida a Reus y Tarragona. La precaria situación económica de la titular de la concesión facultó que la poderosa Norte se hiciera con ella en 1884.
Norte mantuvo la gestión de la estación hasta que en 1941 se produjo la nacionalización del ferrocarril en España y todas las compañías existentes pasaron a integrarse en la recién creada RENFE. 
Desde el 31 de diciembre de 2004 Renfe Operadora explota la línea mientras que Adif es la titular de las instalaciones ferroviarias.
Desde el 13 de enero de 2020 la estación de Vilaseca ha ganado mayor importancia debido a que los Regionales Barcelona - Tortosa/Valencia dejaron de circular por la antigua vía de Salou pasando a circular por esta estación, ganando 20 circulaciones diarias extras (10 por sentido). Debido al cierre de la estación de Salou y a la escasa cantidad de oferta ferroviaria de la Estación de Salou - Port Aventura (8 regionales diarios a Barcelona + 10 cercanías a Tarragona/Arbós), la estación de Vilaseca ha ganado un alto protagonismo para los habitantes de la capital de la costa dorada debido a que cuenta con 47 regionales diarios a Barcelona, 20 regionales a Tortosa/Valencia, 20 regionales a Reus/Ribarroja/Zaragoza y 6-7 regionales a Lérida).

## La estación
Se encuentra al noreste de la localidad de Vilaseca. Su edificio para viajeros fue reconvertido en restaurante y luce un aspecto singular, aunque desde hace años se encuentra abandonado. Es de planta irregular, de dos alturas con azotea y está construido con ladrillo visto. Luce vanos de arco rebajado y una chimenea exterior. El ayuntamiento de Vilaseca está interesado en implementar un edificio de viajeros con servicio de taquilla, lavabos y restauración (no se especifica si con un edificio nuevo o reformando el existente) debido a la gran demanda de viajeros que tiene, sobre todo desde la inauguración de la variante ferroviaria de Vandellós.
La estación en sus orígenes disponía de cinco vías, cuatro pasantes con dos andenes laterales y uno central, y una vía en fondo de saco dirección Tarragona, además de un puesto para trenes de mercancías. En los últimos años solo se conservaron dos vías (mediante el andén central, quedando los andenes laterales inutilizados) hasta que en 2012 se reformó por completo la estación, incluyendo dos ascensores, un paso inferior, elevación del andén lateral lado Tarragona y el andén central a 68 cm e instalación de pavimento podotáctil, y se recuperó de nuevo la vía pasante Reus -> Tarragona por el andén lateral y quedando suprimida la vía pasante Tarragona -> Reus del andén central. En la actualidad la estación se encuentra preparada para acoger una tercera vía, pero como no está instalada, permite un acceso rápido mediante paso a nivel al Polígono L'Alba y aparcamiento para coches.

## Servicios ferroviarios

### Cercanías
La clausura de la línea RT1 dejó a la estación sin servicios de cercanías, teniendo que utilizar los servicios regionales.

### Media Distancia
Los servicios de Media Distancia que ofrece Renfe tienen como principales destinos Barcelona, Tarragona y Lérida. 
| Línea MD | Trenes                   | Origen/Destino                       |  | Destino/Origen                | Equivalente Rodalies de Catalunya |
| -------- | ------------------------ | ------------------------------------ |  | ----------------------------- | --------------------------------- |
|          | Regional Exprés          | Madrid-Chamartín                     |  | Barcelona-Estación de Francia | Sin equivalencia                  |
| 32       | Regional Exprés Regional | Tortosa                              |  | Barcelona                     |                                   |
| 35       | Regional Exprés Regional | Lérida La Plana-Picamoixons          |  | Barcelona                     |                                   |
| 36       | Regional Regional Exprés | Ribarroja de Ebro Mora la Nueva Flix |  | Barcelona-Estación de Francia |                                   |